# فرودگاه راینبوو لیک
فرودگاه راینبوو لیک (به انگلیسی: Rainbow Lake Airport) یک فرودگاه همگانی با کد یاتا YOP است که یک باند فرود آسفالت دارد و طول باند آن ۱۳۷۲ متر است. این فرودگاه در کشور کانادا قرار دارد و در ارتفاع ۵۳۵ متری از سطح دریا واقع شده است.